# BDWM BDe 8/8
De BDe 8/8 is een elektrisch treinstel bestemd voor het regionaal personenvervoer van de Zwitserse spoorwegonderneming BDWM Transport AG (BDWM).

## Geschiedenis
De treinen werden bij Schweizerische Wagon- und Aufzugfabrik (SWS) en Maschinenfabrik Oerlikon (MFO) ontworpen en gebouwd ter vervanging van treinen van een ouder type namelijk BDe 4/4. Deze treinen worden tussen 2010 en 2012 vervangen door treinen van het type ABe 4/8.

## Constructie en techniek
Het treinstel is opgebouwd uit een stalen frame. Deze treinen kunnen tot drie stuks gecombineerd rijden.

### Namen
Het volgende treinstel van de BDWM Transport AG is voorzien van een naam en als museumtreinstel in gebruik:
- BDe 8/8 7: “Siebni”[1]

## Treindiensten
De treinstellen werden tot 2011 door BDWM Transport AG ingezet op het traject:
- Dietikon - Wohlen.

## Foto's

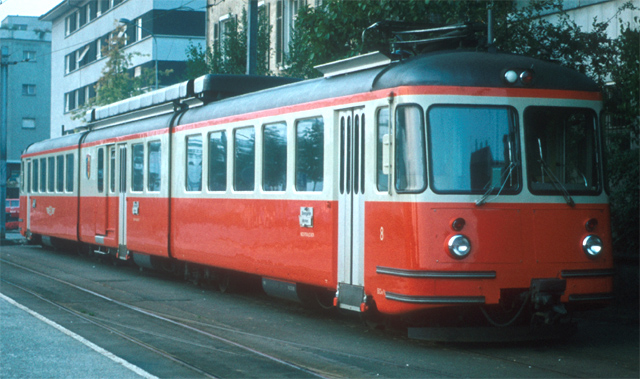
BDe 8/8 nr: 8 in 1982 te Dietikon
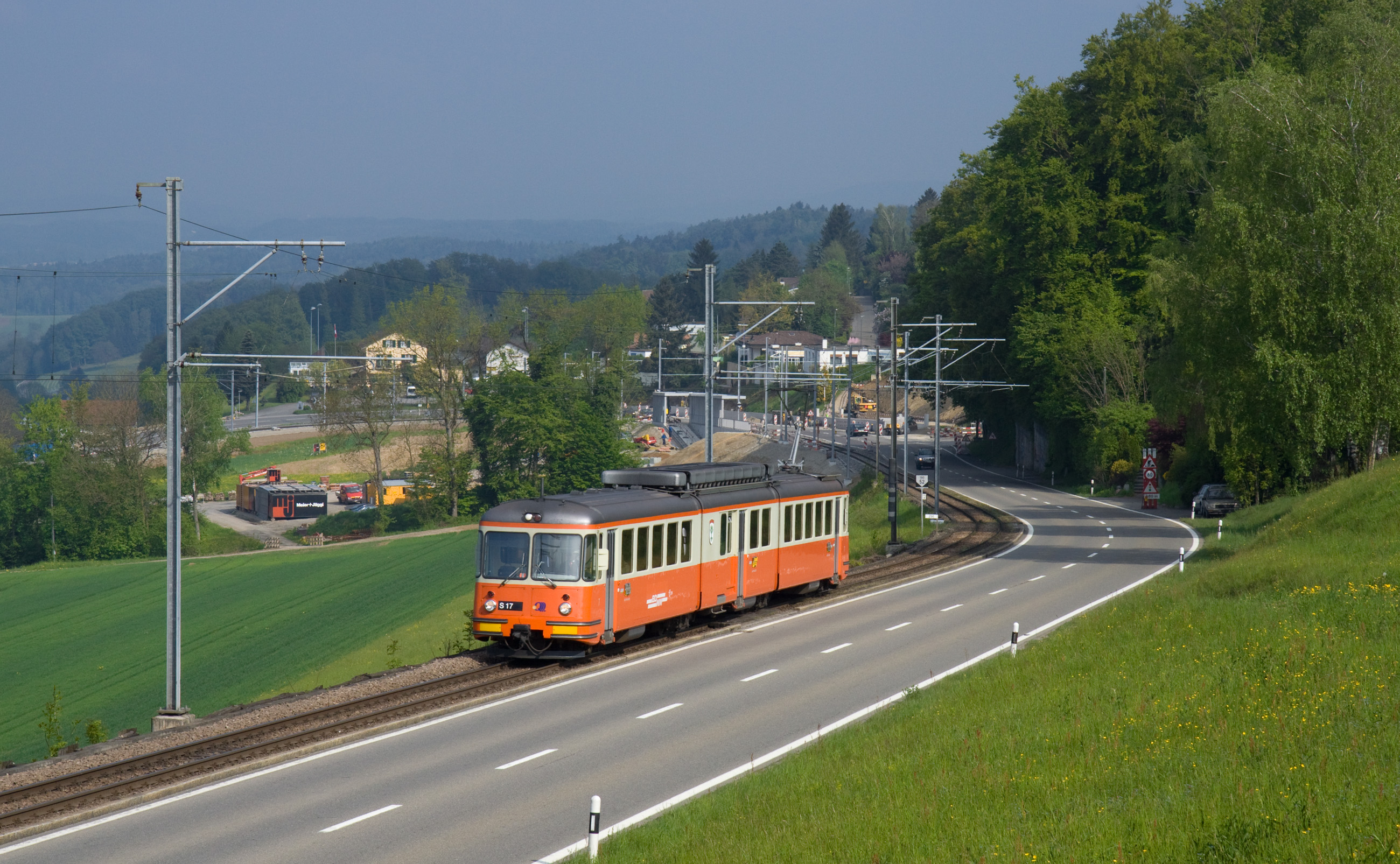
BDe 8/8 op 1 mei 2009 tussen Heinrüti en Belveder bij de Mutschellen-Pass
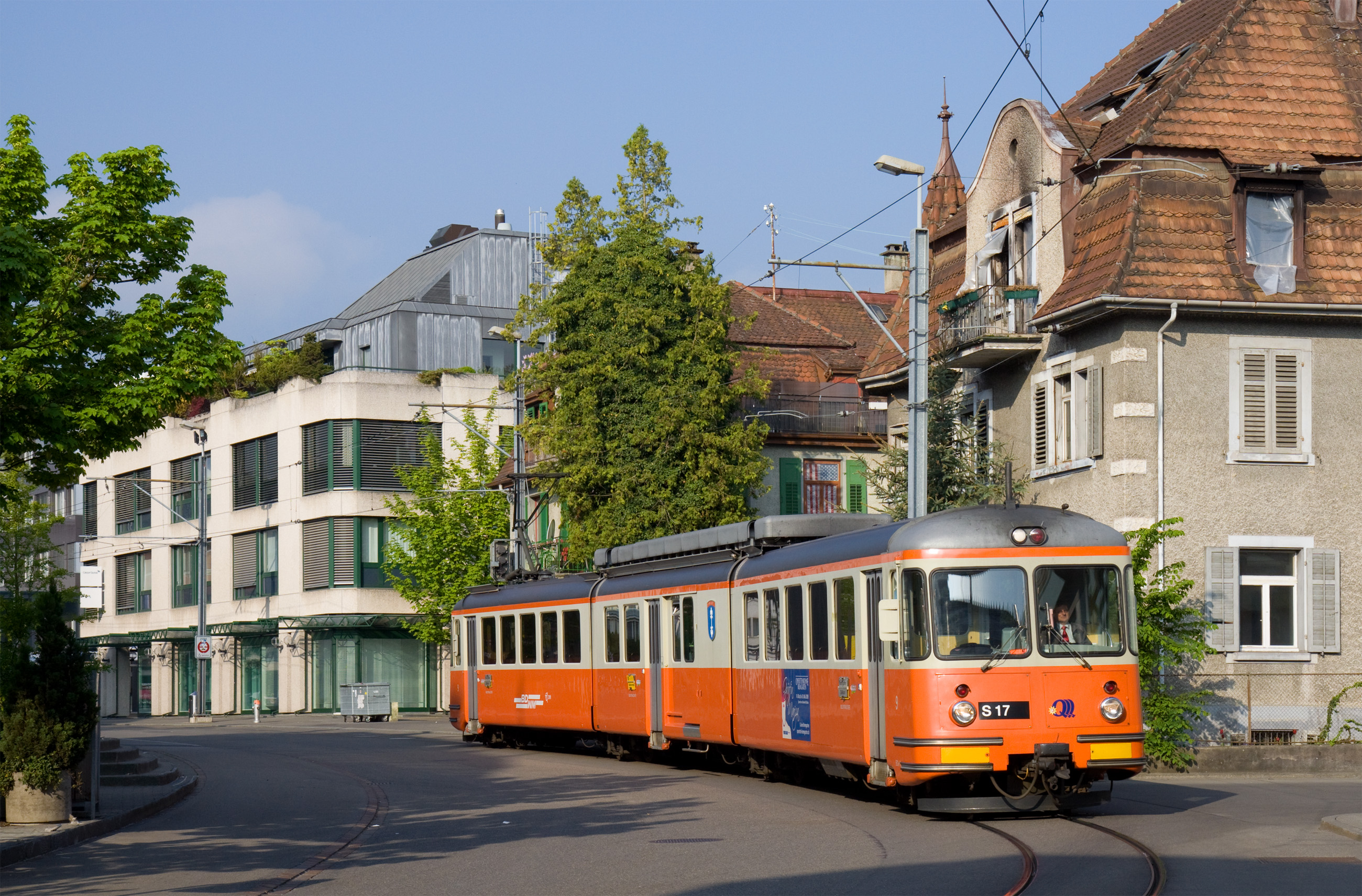
BDe 8/8 op 1 mei 2009 te Dietikon